# Maisons-Alfort
Maisons-Alfort är en kommun i departementet Val-de-Marne i regionen Île-de-France i norra Frankrike. Kommunen är chef-lieu över 2 kantoner som tillhör arrondissementet Créteil. År 2022 hade Maisons-Alfort 57 422 invånare.
Kommunen ligger i de sydöstra förorterna till Paris i Frankrike, ca 8,4 km från Paris centrum.

## Befolkningsutveckling
Antalet invånare i kommunen Maisons-Alfort
| Referens: INSEE |